# Johnius trewavasae
Johnius trewavasae és una espècie de peix de la família dels esciènids i de l'ordre dels perciformes.

## Morfologia
- Els mascles poden assolir 15 cm de longitud total.[1][2]

## Hàbitat
És un peix marí, de clima tropical i bentopelàgic que viu fins als 40 m de fondària.

## Distribució geogràfica
Es troba al Pacífic occidental: Taiwan, Hong Kong, Shanghai i Singapur.

## Observacions
És inofensiu per als humans.